# 吉林市新闻广播
吉林市新闻广播，是吉林市人民广播电台的一个频道，于1945年开播。内容以新闻资讯节目为主，广播范围为吉林市全部，全天24小时播音。

## 主要节目
- 天天最新闻
- 吉广新闻
- 揭秘中国大案
- 乡音
- 童心乐园
- 新闻故事
- 生活金点子
- 玩乐逗翻天

## 播出频率
吉林市
| 发射地 | 频率        |
| 船营区 | AM 927kHz   |
| 昌邑区 | FM 102.6MHz |